# M2-es metróvonal (Budapest)

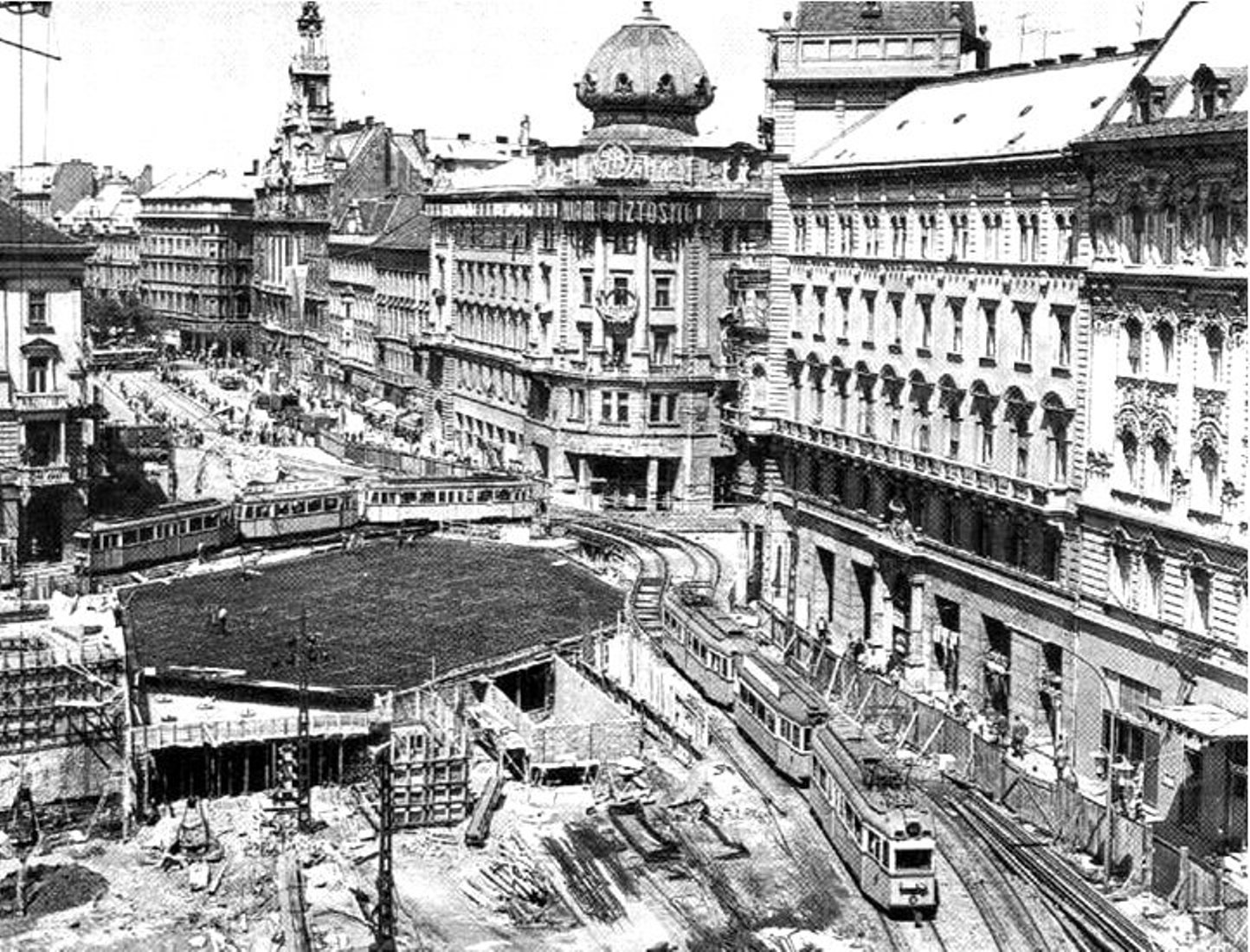
A budapesti M2-es metróvonal építése. Aluljáró építése a Blaha Lujza téren.

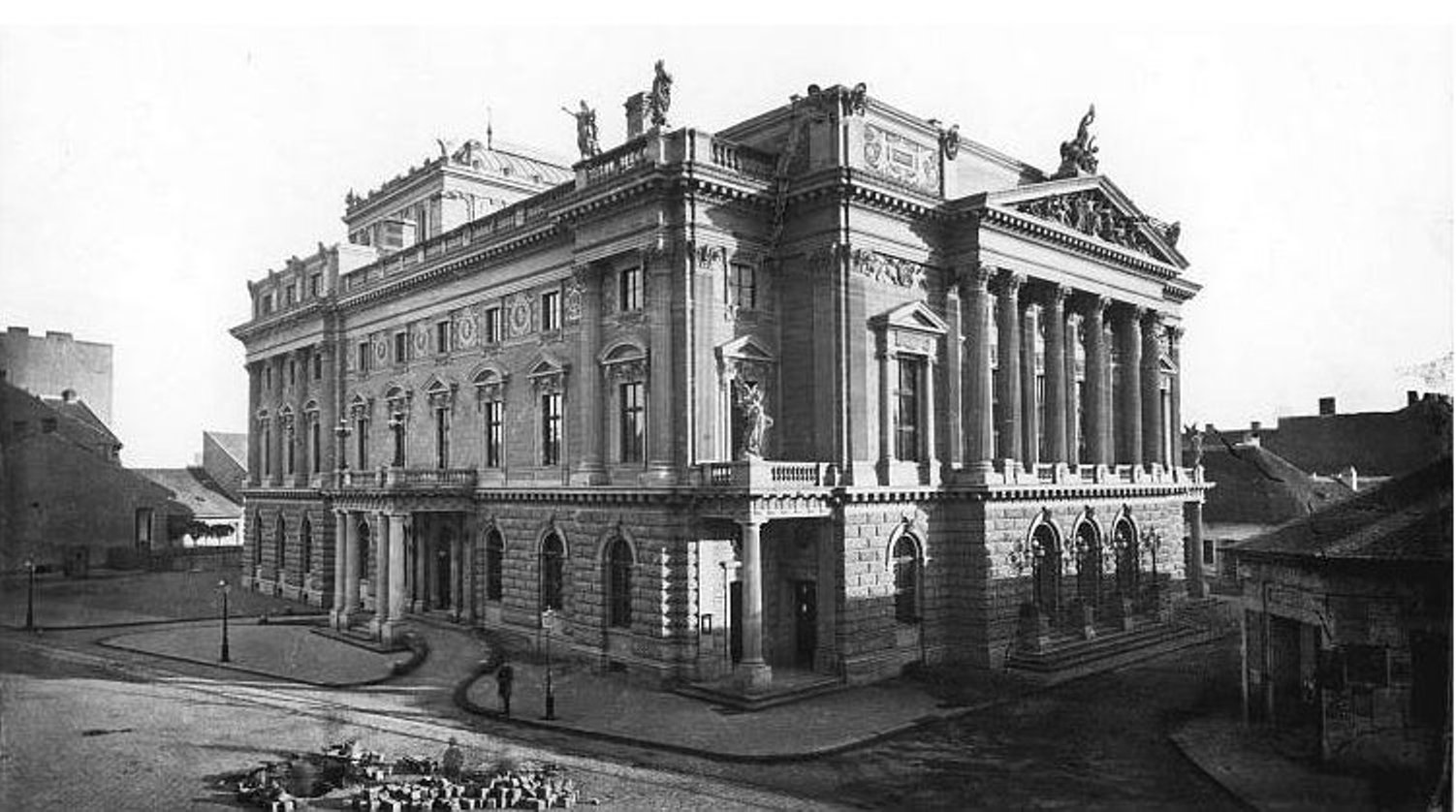
A Népszínház 1877-ben, a későbbi Blaha Lujza téren

Az M2-es metróvonal (kelet–nyugati metróvonal, informálisan piros metróvonal) a budapesti metró második vonala a Déli pályaudvar és az Örs vezér tere között. Építését 1950-ben kezdték el; az első szakaszt a Fehér út és a Deák tér között 1970-ben, a második szakaszt a Deák tértől a Déli pályaudvarig 1972-ben adták át.

## Története

### Előzmények
A földalatti vasútépítés gondolata és megvalósítása egyidős a londoni földalatti vasútvonal születésével. 1860-ban kezdtek hozzá az építéséhez és 1863-ban helyezték üzembe az első földalatti vasutat. London után elsőként az európai kontinensen a millenniumi kiállításra készült el Budapesten a Sugárút alatt haladó földalatti kéregvasúti jellegű Millenniumi Földalatti Vasút. A belváros és a Városliget közötti kapcsolatot teremtette meg. A második világháború végéig a további fejlődés nem folytatódott.

### Építés
A 3 éves terv sikere érlelte meg az ország vezető szerveinek döntését, hogy Budapesten mélyvezetésű föld alatti gyorsvasutat kell építeni. 1949-ben megkezdődött a metró törzshálózatának, illetve első vonalának tervezése. A budapesti metróhálózat építését az 1950. szeptember 17-ei minisztertanácsi határozattal rendelték el. A tervek szerint a metró a Népstadion (a mai Puskás Ferenc Stadion) és a Déli pályaudvar állomás között közlekedett volna. A Népstadionnál akartak közös végállomást kialakítani a Gödöllői HÉV-vel, amelynek nyomai a mai napig láthatók (4 vágány az állomáson). A Gödöllői HÉV a két külső vágányra érkezett volna, melyről egy rámpán a Keleti pályaudvar üzemi területére jutott volna ki, ahol visszafordult volna. Az egyik ilyen rámpa a '90-es évek végéig megvolt, de a benzinkút építése miatt betömték. Nyomai már csak a Déli pályaudvar felé vezető külső vágány előre vezető sínpályán fedezhetők fel, amely jelenleg tároló. Az állomás fölé két kupolás épületet emeltek, amit később elbontottak. Ma a BKV metró, HÉV és villamos üzemigazgatósága található a helyén. Az állomás négy vágányát később egy lehetséges új szárnyvonalhoz hasznosították volna a korabeli tervek szerint. Ez a Kőbánya felső, Kőbánya alsó és a Zalka Máté tér (ma Liget tér) állomásokat tartalmazta volna. A Liget téri végállomás épülete 1976-1980 között a városközponttal együtt ugyan elkészült, ott különféle üzletek is nyíltak, de végül bezártak, a forgalmas csomópont aluljárója hamar elnéptelenedett, és mivel három évtized elteltével is kétséges volt, hogy valaha is eljut oda a metró, a kőbányai önkormányzat végül lebontatta az építményt.
1954–1955 között kellett volna elkészülnie a teljes vonalnak, de az 1950-ben nagy erőkkel megindított építkezést 3 és féléves munka után más nagy beruházásokkal együtt le kellett állítani. (Az 1952-ben kezdett F4 objektum is félbemaradt.) 1954 februárjától egészen 1962-ig a metró építése szünetelt, és csak az állagmegőrző munkákat végezték el.
Az 1963. november 14-én hozott kormányhatározat rendelte el a továbbépítést, a határidőket az első szakasz befejezésére 1970. december 31-ére, míg a második szakasz befejezésére 1973. december 31-ére jelölték ki. Ekkor már a tervek az Örs vezér teréig (Fehér útig) való megépítésről szólnak, a tervezett üzemi vágányok mentén. Ezzel az útvonal 2,3 kilométerrel meghosszabbodott. Az Astoria állomást is utólag tervezték be. Így született meg a Budapest stílusú 5 alagutas állomás, eltérően az eddigi, 3 alagutas állomásoktól. Később a Batthyány téri és a Kossuth Lajos téri állomás épült még 5 alagutas szerkezettel. Ezt a szerkezetet az állomások mennyezetén is megfigyelhetjük. A Blaha Lujza téren lévő Népszínházból lett ideiglenes Nemzeti Színházat lebontották az épülő aluljáró és mozgólépcső-alagút ürügyén. Ez egykor szenvedélyes vitákat váltott ki, és egy új Nemzeti Színház csak évtizedekkel később, 2001-ben épült.
Az új terv előírta a metró vonalába eső nagy felszíni és közúti és gyalogos csomópontok egyidejű rendezését. E csomópontok átalakítása a lakosság szeme láttára történt meg. Az építkezés területét a szokványos palánkok helyett egyes helyeken drótkerítéssel határolták el, amin keresztül látni lehetett a munkálatokat. Máshol deszkakilátókat építettek a kerítés fölé, ahonnan jól lehetett tájékozódni. Az 1963-tól kezdve sorra épült meg az Astoriánál lévő, a Blaha Lujza téri, a Baross téri aluljáró és bennük a metróállomások. A metró és a többi tömegközlekedési eszköz célszerű hálózatának kiépítése megteremtette a metró pesti végállomásának korszerű kapcsolatait az autóbuszokkal, a villamosokkal és a HÉV-vel az Örs vezér terén. A többi ágazatnak gyűjtő, elosztó, de elsősorban a metróra – mint fő közlekedési eszközre – történő ráhordó szerep jutott.
A metró Örs vezér tere–Deák tér közötti szakaszát 1970. április 2-án adták át, a forgalom másnap indult meg. (Az ünnepséget a Népstadion állomáson tartották meg.) A Deák Ferenc tér–Déli pályaudvar közötti szakaszt 1972. december 22-én adták át az utasforgalomnak.

### Felújítás

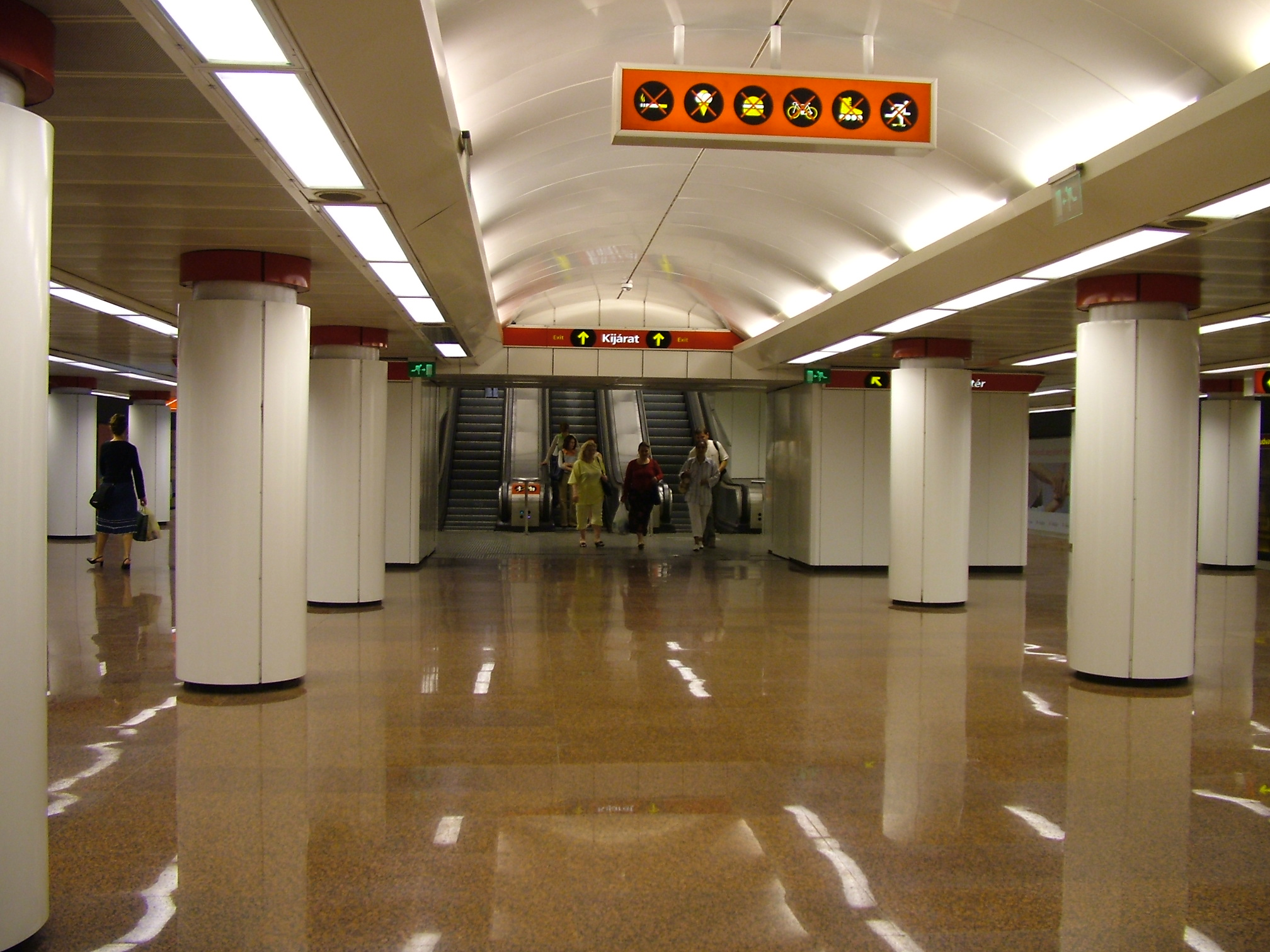
A Kossuth Lajos téri metróállomás

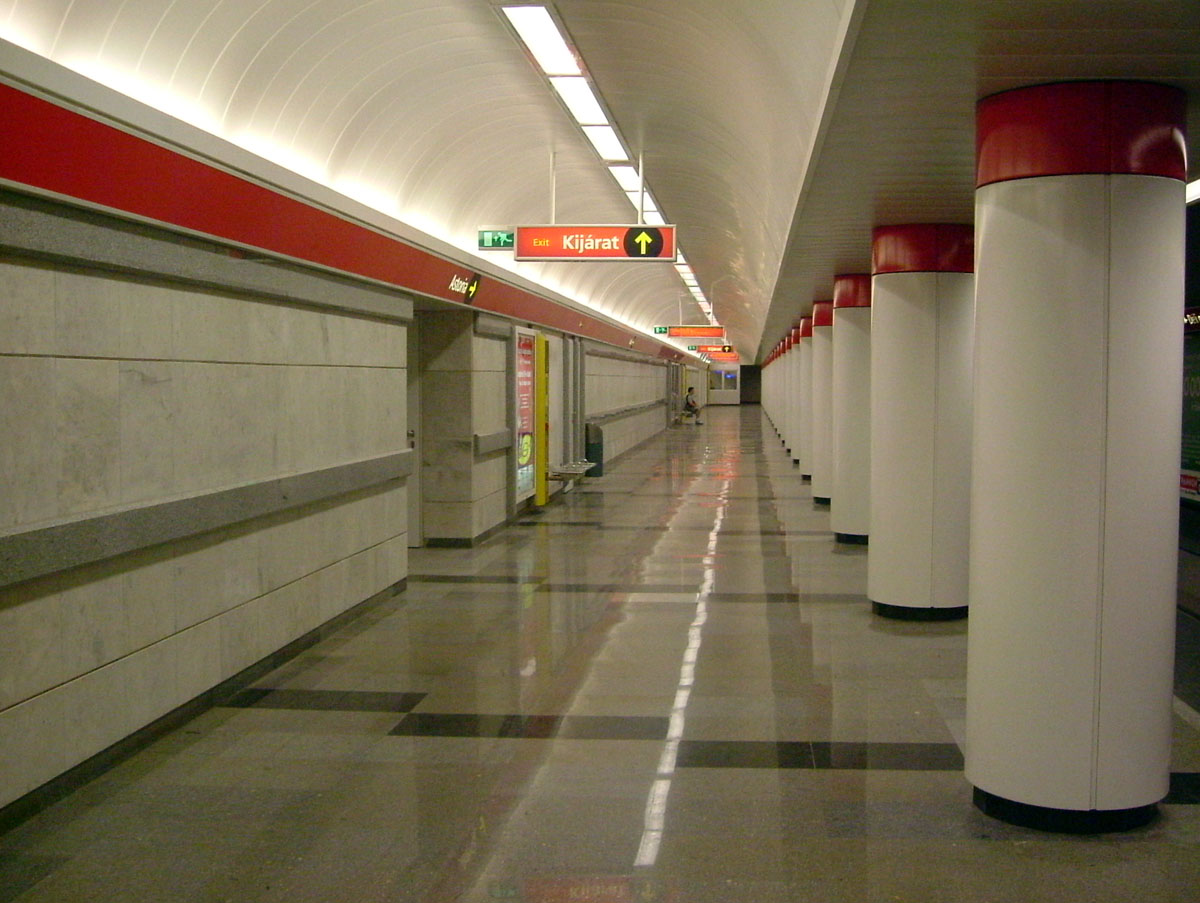
Astoria metróállomás

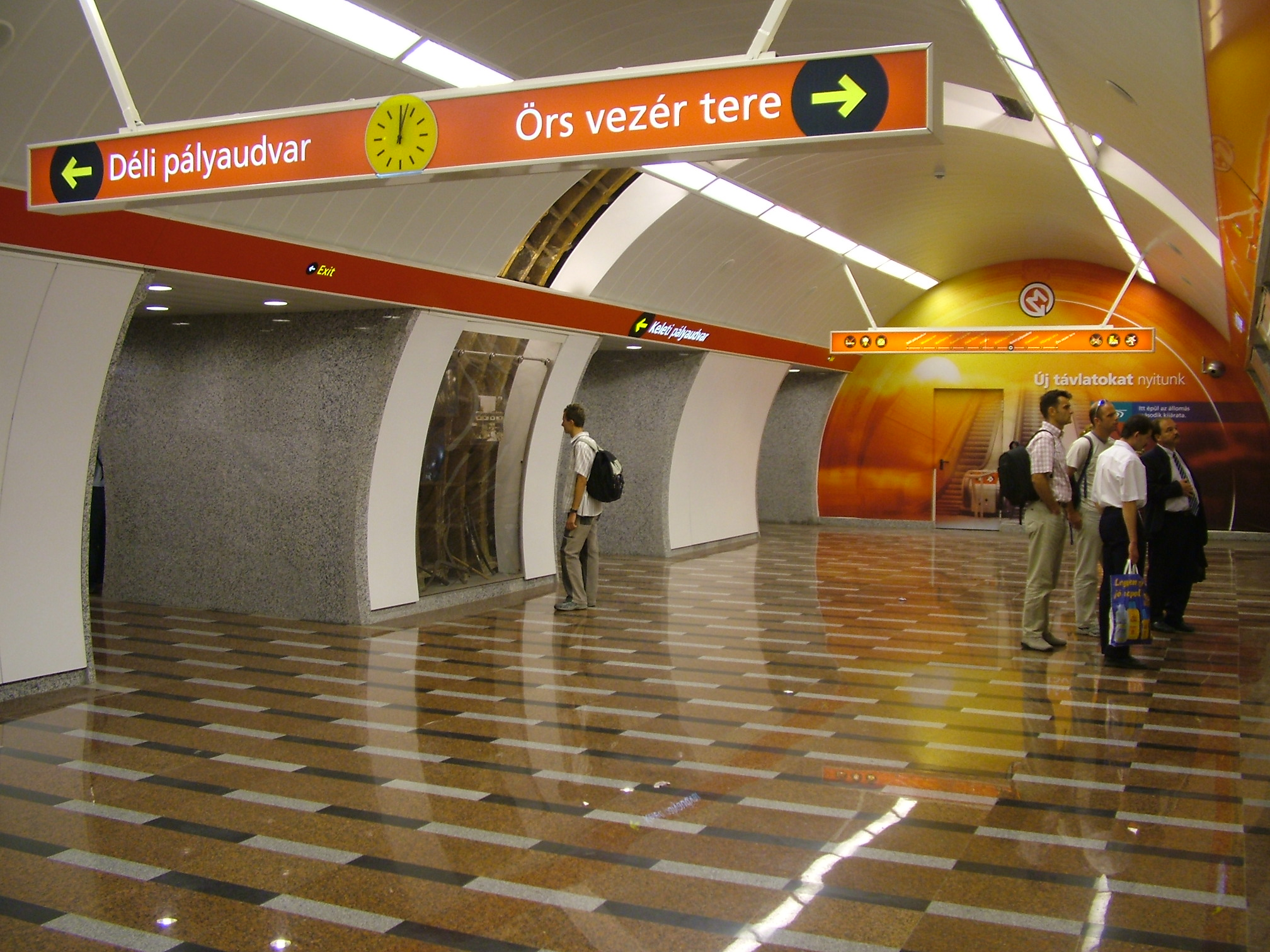
Keleti pályaudvar metróállomás

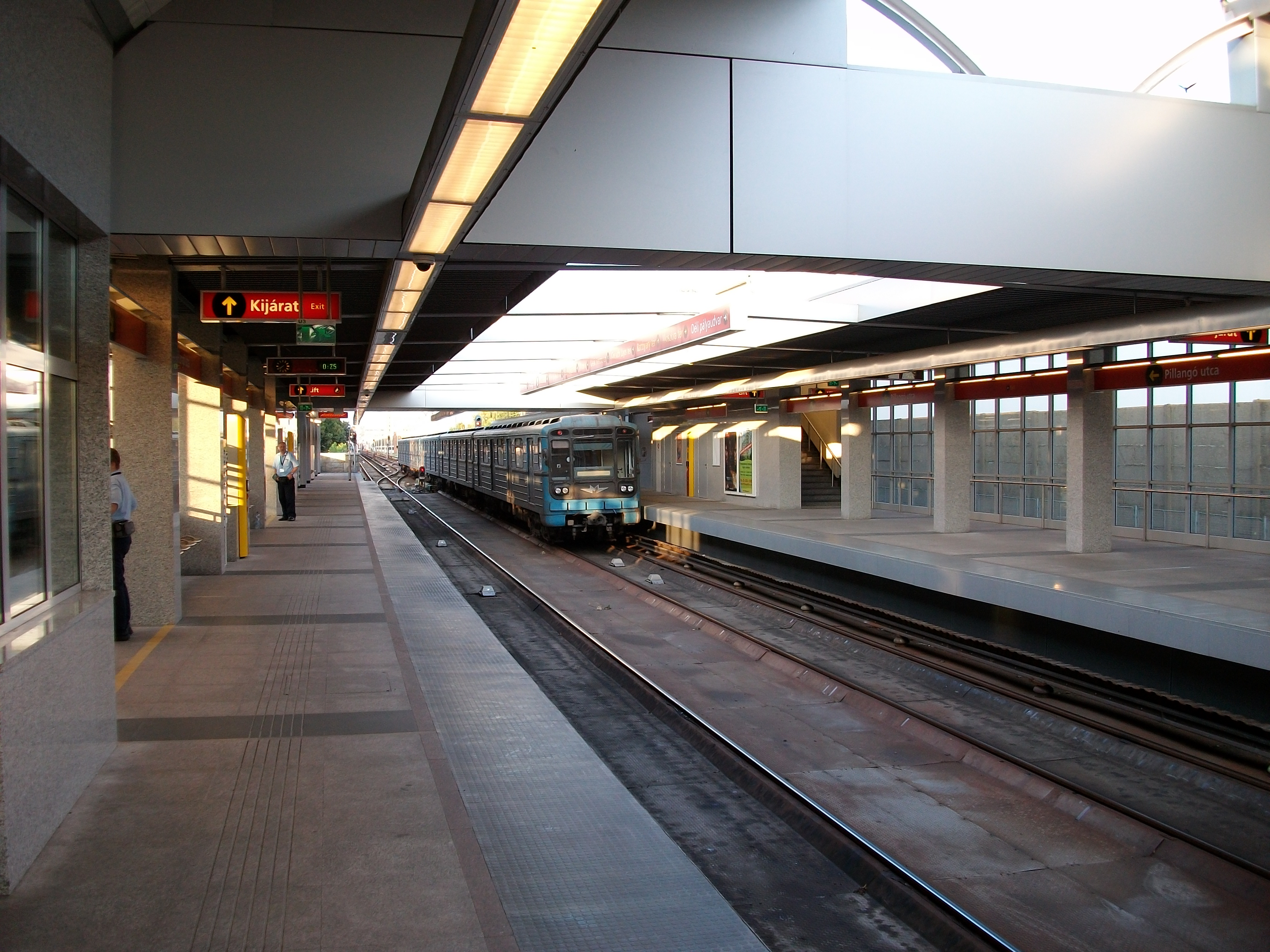
Pillangó utca metróállomás

A több ütemből álló vonalfelújítás során 2004-ben a Kossuth Lajos tér és a Blaha Lujza tér, 2005-ben pedig a Batthyány tér, az Astoria és a Keleti pályaudvar metróállomás kapott új arculatot. Ez utóbbi három állomás felújítására kiírt nyílt, nemzetközi pályázat nyertese a STRABAG Rt. lett. 2006-ban a Déli pályaudvar, Moszkva tér (mai Széll Kálmán tér) és Deák Ferenc tér állomásokat, 2007-ben pedig az Örs vezér tere és Stadionok (mai Puskás Ferenc Stadion) közötti szakaszt újították fel.
A felújításhoz kapcsolódóan a vonalra új szerelvényeket is rendelt a BKV, amelyről 2006. május 30-án írták alá a francia Alstom céggel. A 22 darab, az M2-es vonalra érkező járműért 139 millió eurót fizet a BKV. A vonalra 2008-ban érkeztek volna meg a szerelvények, de egy nagy kínai megrendelés miatt a cég hátrébb sorolta a budapesti szállítást, így azok a régi kocsik közlekednek tovább, amelyek harmada már 2008-ra elérte a selejtezési szintet. Az első új szerelvényt 2009. február 9-én mutatták be Budapesten, és ekkor kezdődött meg a tesztelés is, úgy tervezték, hogy 2009 második felében állhat forgalomba.
2005-ben a BKV tendert írt ki új metrókocsik gyártására és leszállítására, amelyet a francia Alstom cég nyert meg.
Az M2-es vonalra 22 db egyenként 5 kocsis, 100 m hosszú szerelvény került. Egy kocsi 20 méter hosszú, magassága 3,1 méter, tömege 32 tonna és körülbelül 200 utas szállítására alkalmas. A motorok teljesítménye 150 kW, az 5-ből csak 4 kocsi hajtott. A járművek légkondicionáltak, képi és hangbemondásos utastájékoztatással is fel vannak szerelve. A kocsik külső arculatára a francia Xavier Allard formatervező és csapata három változatot készített, melyek között internetes szavazás döntött. A középre helyezett fényszórók, valamint az ütközők elhelyezése a kisföldalatti járműveinek stílusjegyeit idézik.
Az M2-es metróvonalra szánt szerelvények első példányait a gyártónak már 2008 májusában le kellett volna szállítania, de csak 2009 elején érkeztek meg. A típusvizsgálati tesztek során több probléma is felszínre került, többek között az áramszedő és a homlokfali menekülőajtó kérdése. Az Alstom a hibák javítása után benyújtotta a végleges típusengedélyre vonatkozó kérelmét, de a Nemzeti Közlekedési Hatóság (NKH) további vizsgálatokat kért. 2010 júniusában az Alstom ultimátumot kapott a Fővárosi Közgyűléstől. A gyártónak 2010. július 31-éig meg kellett volna szereznie a metró típusengedélyét, azonban a Nemzeti Közlekedési Hatóság az engedélyt nem adta ki, az indoklás szerint a vonatok nem voltak megfelelő műszaki állapotban. 2010 októberében, az NKH jogerős elutasító határozatának kézhezvétele után a BKV felmondta az Alstommal kötött szerződéseket, lehívta a bankgaranciákat és kötbérigényt jelentett be.
A főváros 2011 júliusában megegyezésre jutott az Alstommal, így a 2006-os szerződés újra életbe lépett. Az NKH hiánypótlást írt elő a gyártónak a típusengedély megszerzéséhez, mely alapján – miután a hatóság elfogadta a fékrendszer biztonsági szintjének igazolását – 2012 júniusában kiadta a végleges típusengedélyt. Az első utasokat szállító Alstom szerelvény 2012. szeptember 7-én, 11:08 perckor indult az Örs vezér téri végállomásról. Az első időszakban a szerelvényeken több hiba jelentkezett, főként az utastájékoztató rendszerben, a vezérlő szoftverben, valamint az ajtóknál. 2013. március 15-étől hétvégén, 2013. május 1-jétől pedig mindennap csak Alstom Metropolis típusú szerelvények járnak az M2-es metró vonalán. Az utolsó orosz szerelvény 2013. április 30-án közlekedett.
2013. december 8-án állították üzembe a vonalon a CBTC-rendszerű biztosítóberendezést.
2017. december 1-jétől az M2-es metró üzemideje kibővült, azóta péntek és szombat esténként hajnali fél egyig közlekedik.

## Felépítése

### Főbb jellemzői
| Műszaki paraméterek                                | Műszaki paraméterek                                                                       |
| -------------------------------------------------- | ----------------------------------------------------------------------------------------- |
| A forgalmi vágányok építési hossza                 | 10,3 km                                                                                   |
| Az alagúti szakasz hossza                          | 8,9 km                                                                                    |
| Az állomások száma                                 | 11 db                                                                                     |
| Átlagos állomástávolság                            | 1000,9 m                                                                                  |
| Legrövidebb állomásköz                             | 598 m                                                                                     |
| Leghosszabb állomásköz                             | 1775 m                                                                                    |
| A legnagyobb állomási mélység                      | 38,4 m                                                                                    |
| A főszellőző ventilátorok száma                    | 18 db                                                                                     |
| Maximális sebesség                                 | 70 km/h                                                                                   |
| Szállítási paraméterek                             |                                                                                           |
| Napi üzemidő                                       | Örs vezér tere → Déli pályaudvar: 4:27–23:46 Déli pályaudvar → Örs vezér tere: 4:33–23:53 |
| Pénteki, szombati üzemidő                          | Örs vezér tere → Déli pályaudvar: 4:27–0:46 Déli pályaudvar → Örs vezér tere: 4:33–0:53   |
| Menetidő                                           | 18 perc                                                                                   |
| Napi utasszám (munkanapokon)                       | 451 627 fő                                                                                |
| Legnagyobb szállítási kapacitás                    | 23 000 utas/h                                                                             |
| Legnagyobb forgalmú állomás napi utasforgalma      | 77 521 fő                                                                                 |
| Legnagyobb forgalmú állomás csúcsórai utasforgalma | 11 297 felszálló                                                                          |
| A legkisebb követési időköz                        | 140 másodperc                                                                             |
| A legnagyobb követési időköz                       | 10 perc                                                                                   |
| Szerelvényekre vonatkozó adatok                    |                                                                                           |
| A vontatás üzemi feszültsége                       | 825 V egyenáram                                                                           |
| Járműállomány                                      | 22 db ötkocsis Alstom Metropolis típusú szerelvény (összesen 110 db metrókocsi)           |
| Csúcsidőben közlekedő vonatok száma                | 18+1 db                                                                                   |

## Járművek
A vonalon eredetileg 50 darab, MMZ Ev típusú metrókocsival indult meg a forgalom. Az 1972-es meghosszabbítással további 50 jármű érkezett a típusból, így az M2-esen közlekedő kocsik száma 100-ra nőtt (20 szerelvény). Ezek közül 2000 és 2002 között 45 darabot felújítottak, ezekből 9 darab szerelvényt állítottak össze, és a középső kocsikból a vezetőfülkét (annak feleslegessége miatt) elbontották. Utasterük rózsaszín lett és FOK-GYEM kijelzőkkel is felszerelték. Ezeknek a típusjelzése EvA-ra változott és (belsejüknek színvilágának köszönhetően) a „Barbi” becenevet kapták. 2000-ben két 81–7172M típusú szerelvény is forgalomba állt, a becenevük „Vízipók”. Az Alstomok megjelenésével átkerültek az M3-as metróvonalra, ahol 2017-ig közlekedtek. A vonalon jelenleg közlekedő Alstom Metropolis AM5–M2 típusú szerelvények első példánya 2012. szeptember 7-én délelőtt állt forgalomba. A szovjet kocsikat 2013. április 30-án üzemzárással végleg száműzték a vonalról, azóta csak az Alstom szerelvények közlekednek rajta.

## Állomáslista és átszállási lehetőségek
A BKK GTFS adatbázisa szerint a menetidő csúcsidőben 18 perc 25 másodperc, csúcsidőn kívül pedig 18 perc. Az alábbi táblázatban a csúcsidei menetidők olvashatók.
| 0:00  | Déli pályaudvar                                            | 18:25 | 17, 56, 56A, 59, 59A, 59B, 61 21, 21A, 39, 102, 139, 140, 140A, 221 770 S10 S12 S30 G30 Z30 S34 S35 S40 Z40 S42 Z42 IC, sebesvonat, gyorsvonat, expresszvonat, | Déli pályaudvar Országos Onkológiai Intézet, Vérmező, Pénzügyi Szervezetek Állami Felügyelete |
| 1:40  | Széll Kálmán tér (korábban: Moszkva tér)                   | 17:00 | 4, 6, 17, 56, 56A, 59, 59A, 59B, 61 5, 16, 16A, 21, 21A, 22, 22A, 39, 91, 102, 116, 128, 129, 139, 140, 140A, 149, 155, 156, 221, 222 781, 782, 783, 784, 785, 786, 787, 789, 791, 793, 794, 795 | Autóbusz-állomás, Városmajor, Budai Várnegyed, Nemzeti Média- és Hírközlési Hatóság, Nemzetgazdasági Minisztérium, Mammut bevásárlóközpont, Millenáris Park |
| 3:27  | Batthyány tér                                              | 15:12 | 19, 41 11, 39, 111 | Batthyány téri vásárcsarnok, Szent Anna templom, Erzsébet-apácák kolostora és temploma, Öntödei Múzeum, Nemzeti Fejlesztési Minisztérium |
| 4:55  | Kossuth Lajos tér                                          | 13:45 | 2, 2B, 23 70, 78 15 | Országház, Földművelésügyi és Vidékfejlesztési Minisztérium, Hivatali negyed |
| 6:55  | Deák Ferenc tér (korábban: Deák tér)                       | 11:50 | 47, 48, 49 72 9, 16, 100E, 105, 178, 210, 210B, 216 | Főpolgármesteri Hivatal, Pesti vármegyeháza, Szent István-bazilika, Deák téri evangélikus templom, Erzsébet téri Kultúrális Központ, Anker ház, Kempinski szálloda, The Ritz Carlton szálloda, Madách Imre tér, Örkény István Színház, Merlin Színház, Földalatti Vasúti Múzeum, Postamúzeum |
| 8:35  | Astoria                                                    | 10:07 | 47, 48, 49 72, 74 5, 7, 8E, 9, 107, 108E, 110, 112, 133E | ELTE Bölcsészettudományi Kar, Astoria szálloda, Dohány utcai zsinagóga, Belvárosi Színház, Puskin mozi |
| 10:02 | Blaha Lujza tér                                            | 8:40  | 4, 6, 28, 28A, 37, 37A, 62 74 5, 7, 7E, 8E, 99, 107, 108E, 110, 112, 133E, 217E | Nemzeti Fogyasztóvédelmi Hatóság, Óbudai Egyetem-BGK, Corvin Áruház, New York-palota, Uránia Nemzeti Filmszínház, Szent Rókus Kórház, EMKE szálloda, Nemzeti szálloda |
| 11:50 | Keleti pályaudvar                                          | 6:50  | 23, 24 73, 76, 78, 79, 80 5, 7, 7E, 8E, 20E, 30, 30A, 107, 108E, 110, 112, 133E, 230 G10 S60 G60 Z60 S80 G80 IC, EC, EN, InterRégió, sebesvonat, gyorsvonat, expresszvonat, | Keleti pályaudvar Péterfy Sándor utcai kórház, Baleseti Intézet, Arena Mall bevásárlóközpont, Nyugdíjfolyósító Igazgatóság, Rendőrmúzeum, Park Szálloda, Hungária szálloda, VII. kerületi Polgármesteri Hivatal                                                                              |
| 14:35 | Puskás Ferenc Stadion (korábban: Népstadion, Stadionok) ♿ | 4:07  | 1, 1A 73, 75, 77, 80 95, 130, 195 396, 397, 398, 399, 400, 402, 410, 412, 414, 422, 424, 430, 432, 434, 435, 436, 437, 438, 439, 440, 441, 442, 485, 486 1020, 1021, 1024, 1031, 1034, 1037, 1039, 1040, 1044, 1045, 1046, 1049, 1050, 1052, 1053, 1054, 1060, 1063, 1066, 1067, 1068, 1069, 1070, 1075, 1076, 1077, 1078 | Stadion autóbusz-állomás Puskás Aréna, Papp László Budapest Sportaréna, Készenléti Rendőrség, Kisstadion, Körcsarnok, BOK Sportcsarnok |
| 16:25 | Pillangó utca ♿                                           | 2:10  | 10 | Lóverseny pálya (Kincsem Park) |
| 18:25 | Örs vezér tere (korábban: Fehér út) ♿                     | 0:00  | 3, 62, 62A 80, 81, 82, 82A 10, 31, 32, 44, 45, 67, 85, 85E, 97E, 131, 144, 161, 161A, 161E, 168E, 169E, 174, 176E, 231, 244, 276E, 277 410, 419, 430, 440, 441, 484, 485, 486, 505, 508, 509, 510 1040, 1049, 1070, 1075, 1077, 1078                                                                                      | Autóbusz-állomás, \|HÉV-állomás, Árkád, Sugár Üzletközpont, IKEA áruház |

## Állomástávolságok

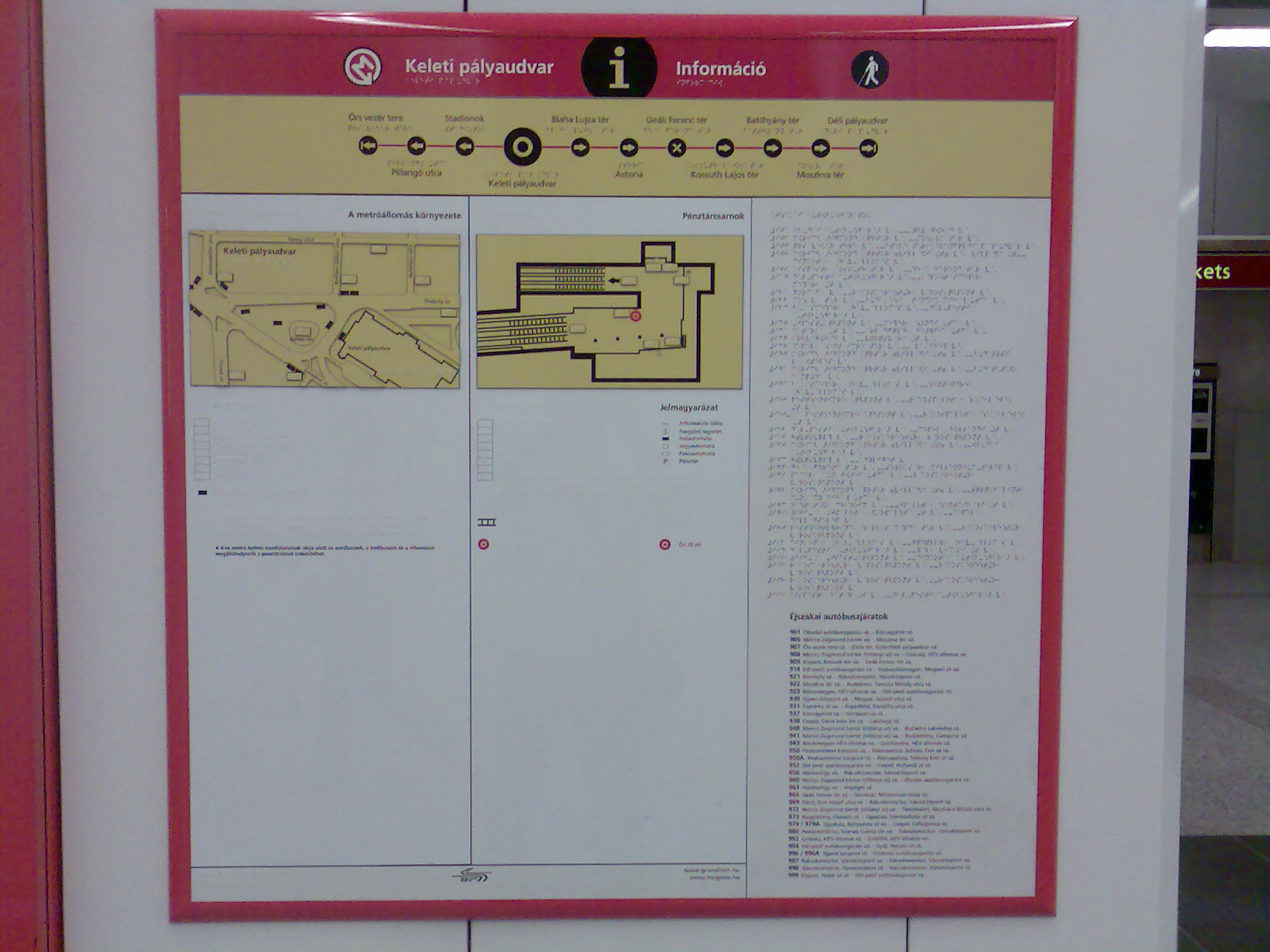
Braille-írásos információs tábla az M2-es metró Keleti pályaudvar állomásán

| #   | Útszakasz                                 | Távolság (m) |
| --- | ----------------------------------------- | ------------ |
| 1.  | Déli pályaudvar – Széll Kálmán tér        | 880          |
| 2.  | Széll Kálmán tér – Batthyány tér          | 1010         |
| 3.  | Batthyány tér – Kossuth tér               | 700          |
| 4.  | Kossuth tér – Deák Ferenc tér             | 1030         |
| 5.  | Deák Ferenc tér – Astoria                 | 520          |
| 6.  | Astoria – Blaha Lujza tér                 | 860          |
| 7.  | Blaha Lujza tér – Keleti pályaudvar       | 760          |
| 8.  | Keleti pályaudvar – Puskás Ferenc Stadion | 1990         |
| 9.  | Puskás Ferenc Stadion – Pillangó utca     | 950          |
| 10. | Pillangó utca – Örs vezér tere            | 1280         |

## Fejlesztési elképzelések
A Városi és Elővárosi Közlekedési Egyesület (VEKE) tanulmánya szerint a vonalat érdemes lesz összekötni a a H8-as és a H9-es HÉV-vel, így az Örs vezér tere állomás föld alá kerülhetne (egy későbbi tanulmány magasvasúti kivitelezést talált alkalmasabbnak), és minden harmadik vagy ötödik szerelvény továbbhaladhatna Csömör, illetve Gödöllő irányába. Az összekötés hátránya, hogy rendkívül sokba kerülne. Külföldi városokban sok helyen kötik össze a különböző fajtájú kötöttpályás viszonylatokat, átszállásmentes és gyors utazást teremtve ezzel. Jelen esetben például a metrószerelvények felszíni, felsővezetékes szakaszon is közlekedhetnének. Ahol pedig közút szintben keresztezi az összekötött vonalat, felüljárót vagy aluljárót lehetne építeni.
2015. június 23-án a Fővárosi Közgyűlés megszavazta az M2-es metró és a H8-H9-es hévek összekötéséről szóló projektet, mely a részletes tervtanulmány elkészítése után várhatóan 2018 után indulhat[mikor?].
2018. január 29-én bejelentették, hogy a projekt az engedélyes tervek kidolgozásának szakaszába ért, a további engedélyek a tervek szerint 2020-ig lezajlanak, a kivitelezés pedig várhatóan csak 2021-től kezdődhet, főrészt uniós forrásból.
|      | Megnevezés                                            | Befejezés tervezett időpontja |
| ---- | ----------------------------------------------------- | ----------------------------- |
| I.   | A két vasútüzem összekötése                           | 2026                          |
| II.  | A rákoskeresztúri szárnyvonal kialakítása             | 2031                          |
| III. | A Cinkota és Gödöllő közti szakasz rekonstruálása     | 2034                          |
| IV.  | Csömöri szárnyvonal autóbuszokkal való helyettesítése | 2035                          |
| V.   | Hungaroring szárnyvonal kialakítása (opcionális)      | (2036)                        |

### I. ütem
Az első ütem keretei között a metrót és a HÉV-et kötnék össze a Fehér út felett az Árkád és Sugár bevásárló központok között. Ezt követően Rákosfalva és az Egyenes utcai lakótelep megállóhelyeket még a felszínen érintenék. A hibrid szerelvények ennél az állomásnál a harmadik sínről felsővezetékre váltanak, majd két megállóig a föld alatt futnak, aztán ismét a felszínen folytatnák útjukat Gödöllőig. A felújítás magába foglal néhány állomás eltolását, átnevezését is.
| Megszűnik             | Létrejön                   |
| --------------------- | -------------------------- |
| Nagyicce              | Egyenes utcai lakótelep    |
| Sashalom              | Sashalom, Thököly út       |
| Mátyásföld, repülőtér | Mátyásföld, Jókai Mór utca |
| Mátyásföld alsó       | Mátyásföld-Erzsébetliget   |

### II. ütem
A szárnyvonal kialakításának terve már évtizedek óta létezik. Budapest XVII. kerületének népessége az elmúlt 70 évben folyamatosan növekedett, megközelítőleg 90 ezer lakost mondhat magának, ezzel a főváros negyedik legnépesebb kerülete. A növekedést nem követte az infrastruktúra kiépülése, az egyetlen kerület, ahol semmilyen kötött pályás közlekedés nincs. Riz Levente polgármester elmondása szerint csúcsidőben 70 autóbusz van forgalomban, melyek főként az Örs vezér tere felé közlekednek.
A második ütem során létrejön egy leágazás (M2R) az Egyenes utcai lakótelep megálló után a Sárgarózsa utcánál. A vonal a Pesti határút mentén szeli át a rozsdaövet, majd a Keresztúri út előtt süllyed a felszín alá. Innen három új állomás kerül kialakításra, az Akadémiaújtelepnél, a Kis utcánál és Rákoskeresztúr városközpontban. A vonal teljes hosszán az áramellátás harmadik sínről történik.

## Egyéb fejlesztési koncepciók
A vonal kapcsán szóba került már a Déli pályaudvar és a Kelenföld vasútállomás közötti szakasz megépítése, ám a jelenlegi utasforgalmi adatok nem indokolják a hatalmas költségekkel járó beruházást. A Déli pályaudvar bezárása átterelné a vasúti személyforgalmat az adott szakaszra. Felmerült az is, hogy a BAH-csomópontig építenék meg a vonalat.
Ugyancsak felmerül időnként a régi tervek között szereplő Széll Kálmán téri elágazás megépítése, ebben az esetben egyes kocsik nem a Déli pályaudvarra, hanem a Szilágyi Erzsébet fasor alatt Budagyöngyéig közlekednének. E terv ugyan nagyobb utasforgalmat jelentene, mint a Kelenföldi pályaudvari csatlakozás, de óriási költségei miatt nem szerepel a fontos fejlesztések között ez sem.

## Galéria

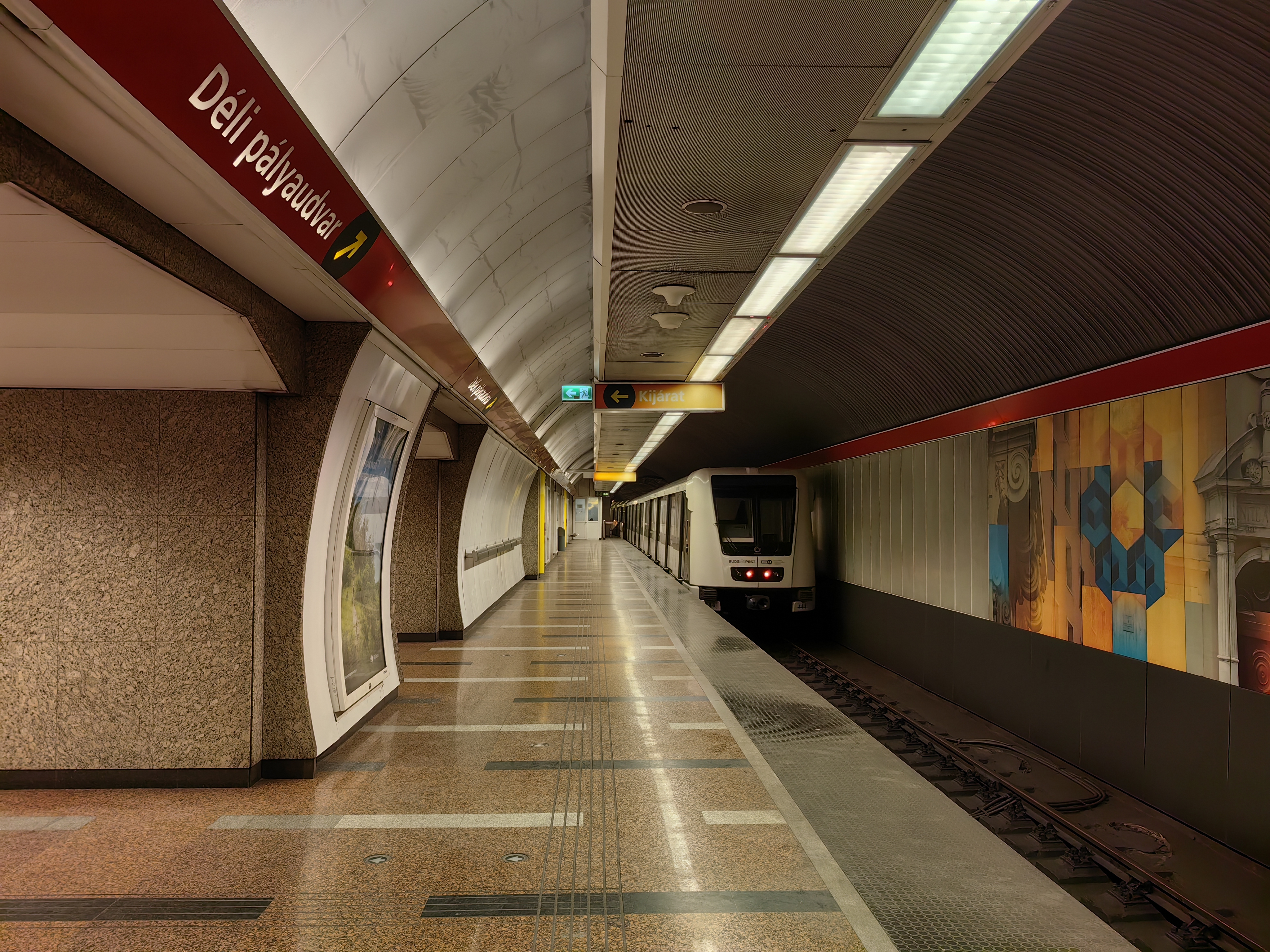
Alstom szerelvény a Déli pályaudvar végállomáson
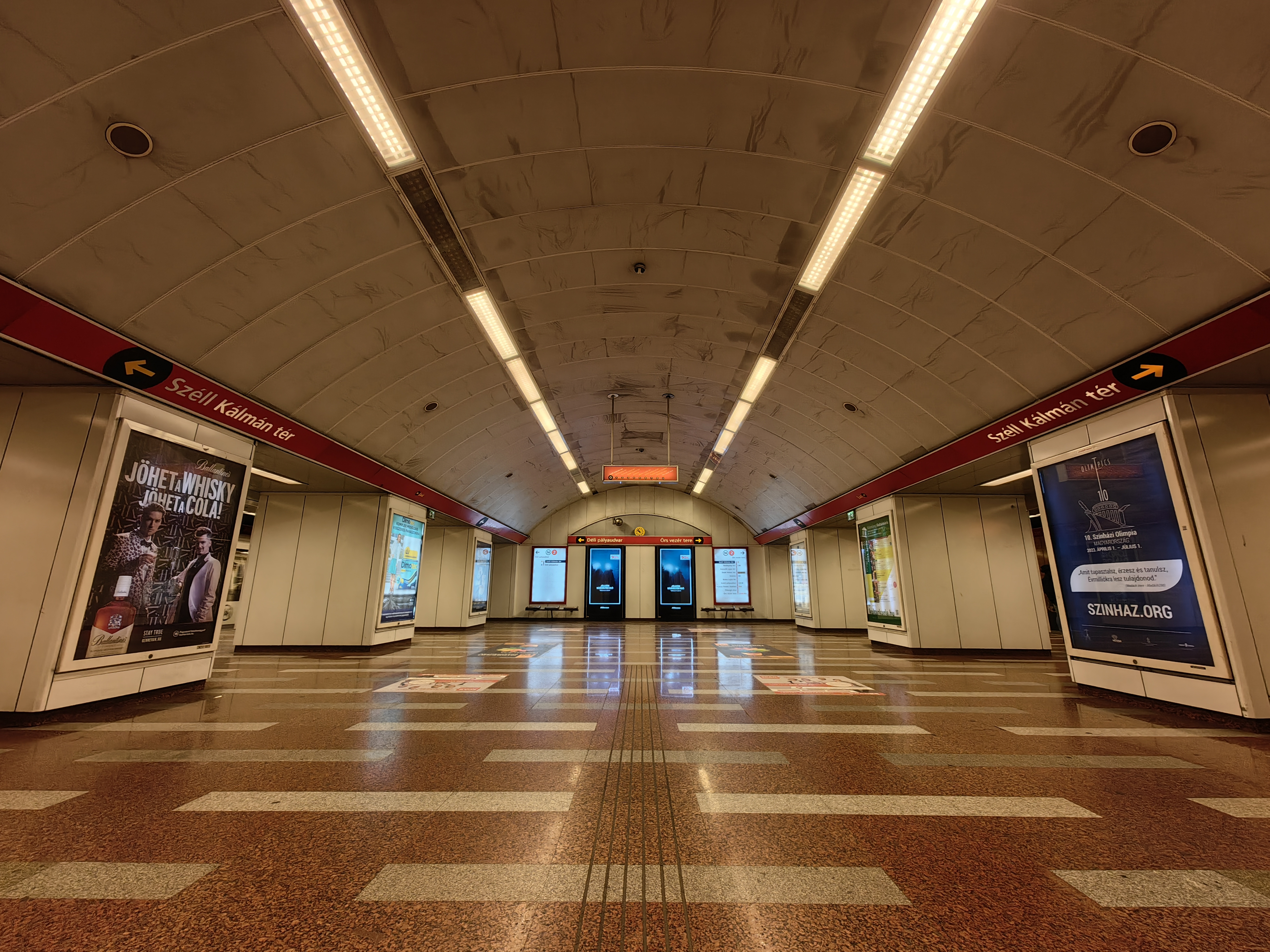
Széll Kálmán tér metróállomás
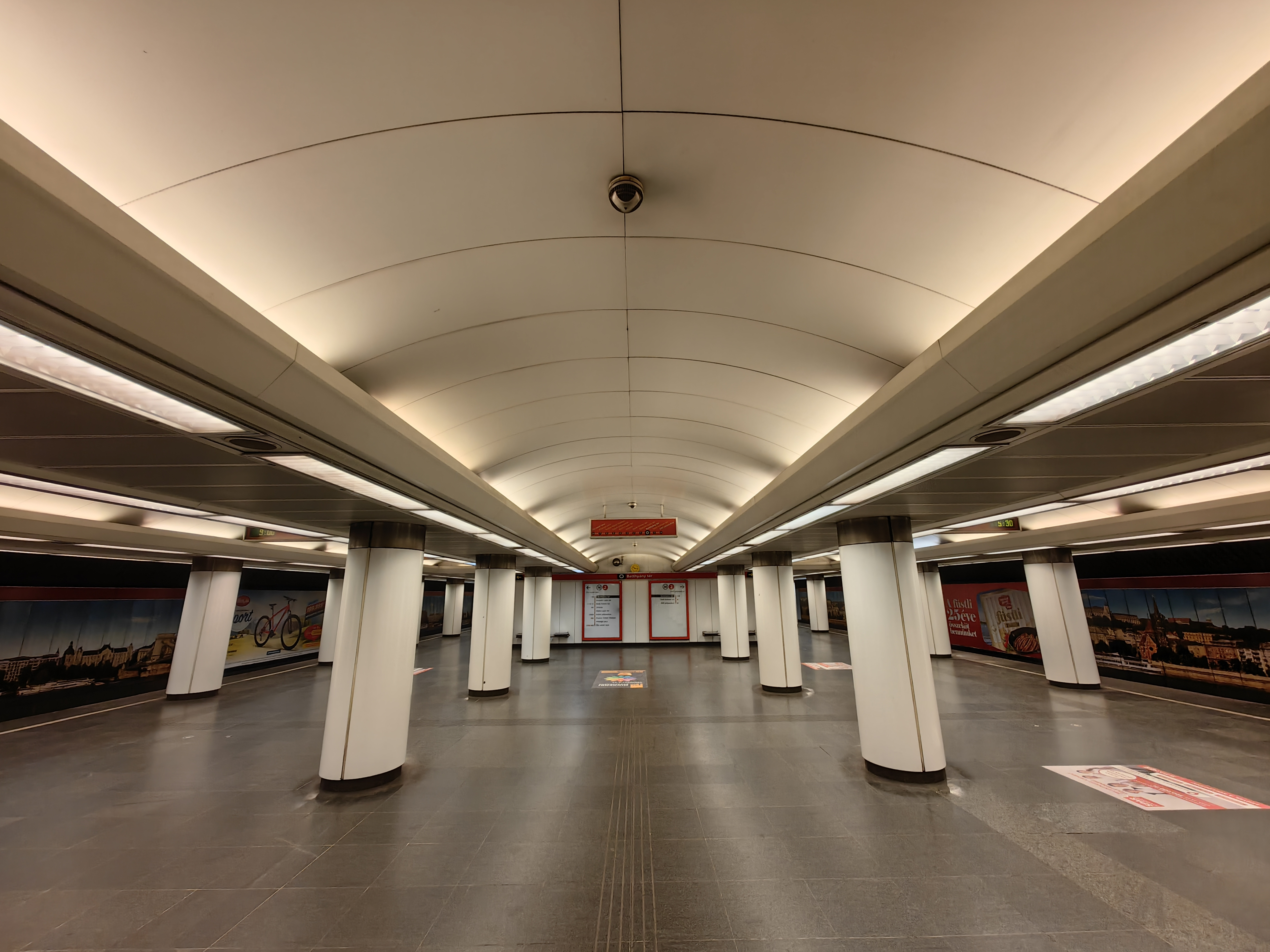
Batthyány tér metróállomás
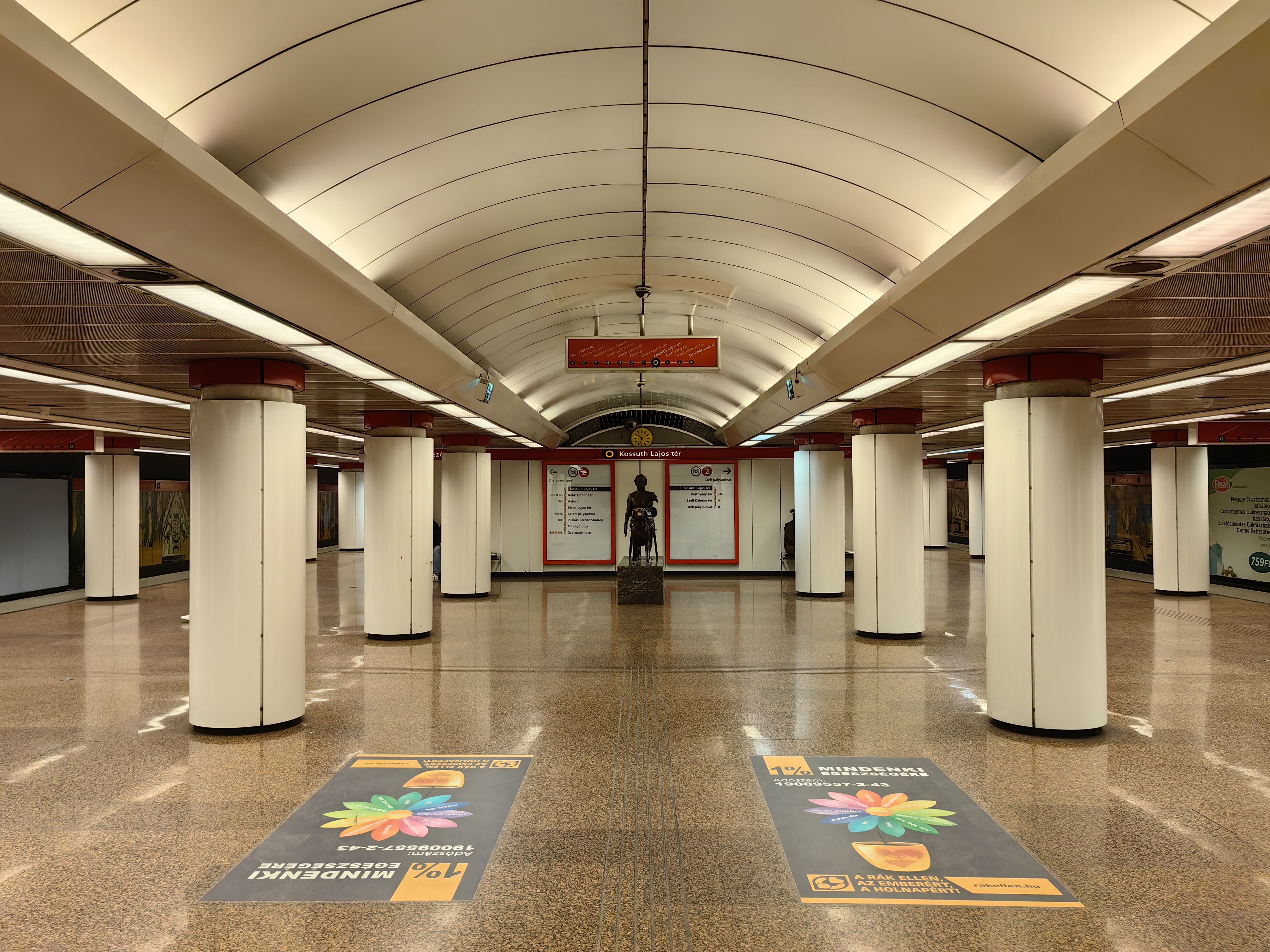
Kossuth Lajos tér metróállomás
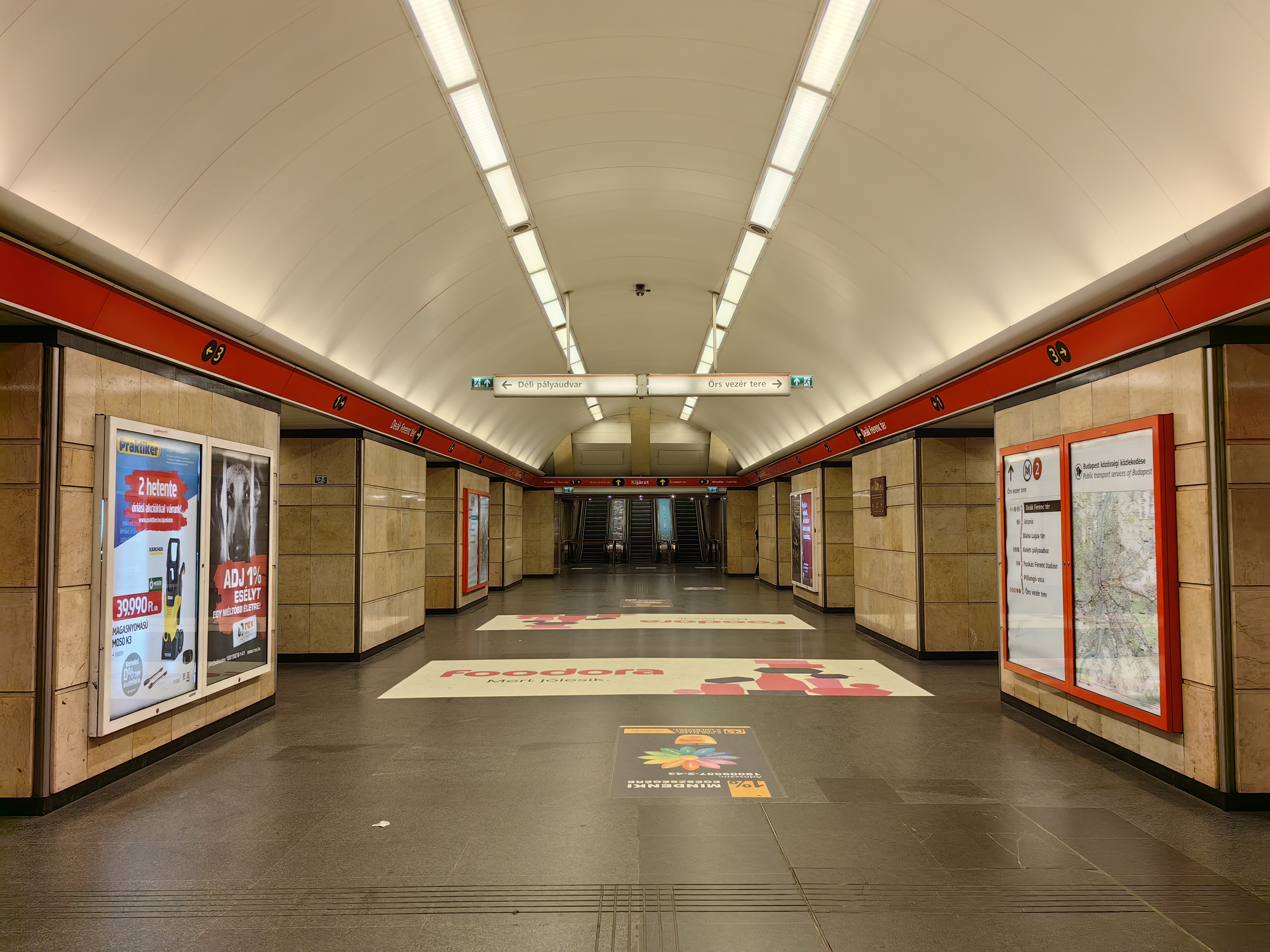
Deák Ferenc tér metróállomás
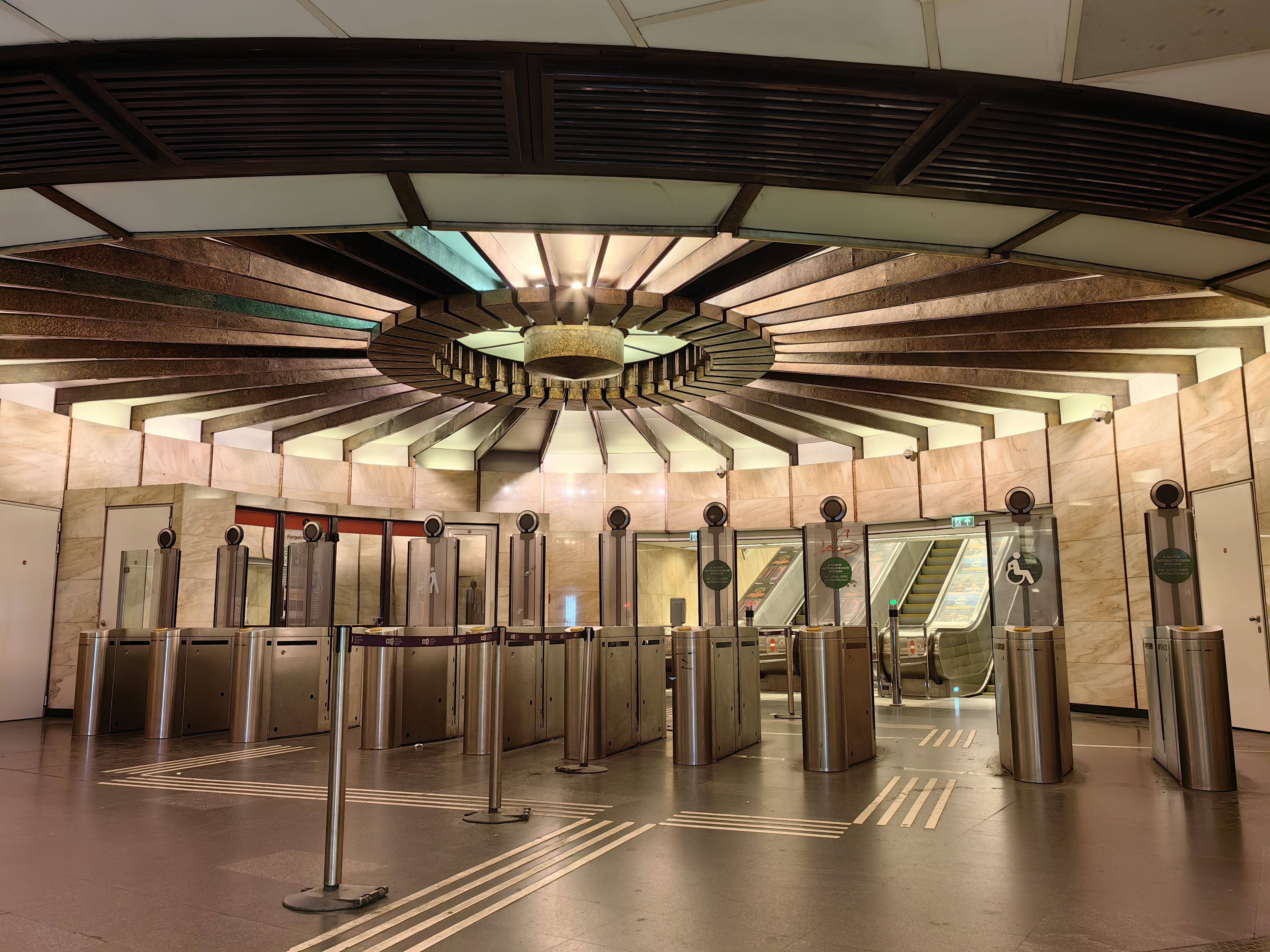
Deák Ferenc tér előcsarnok
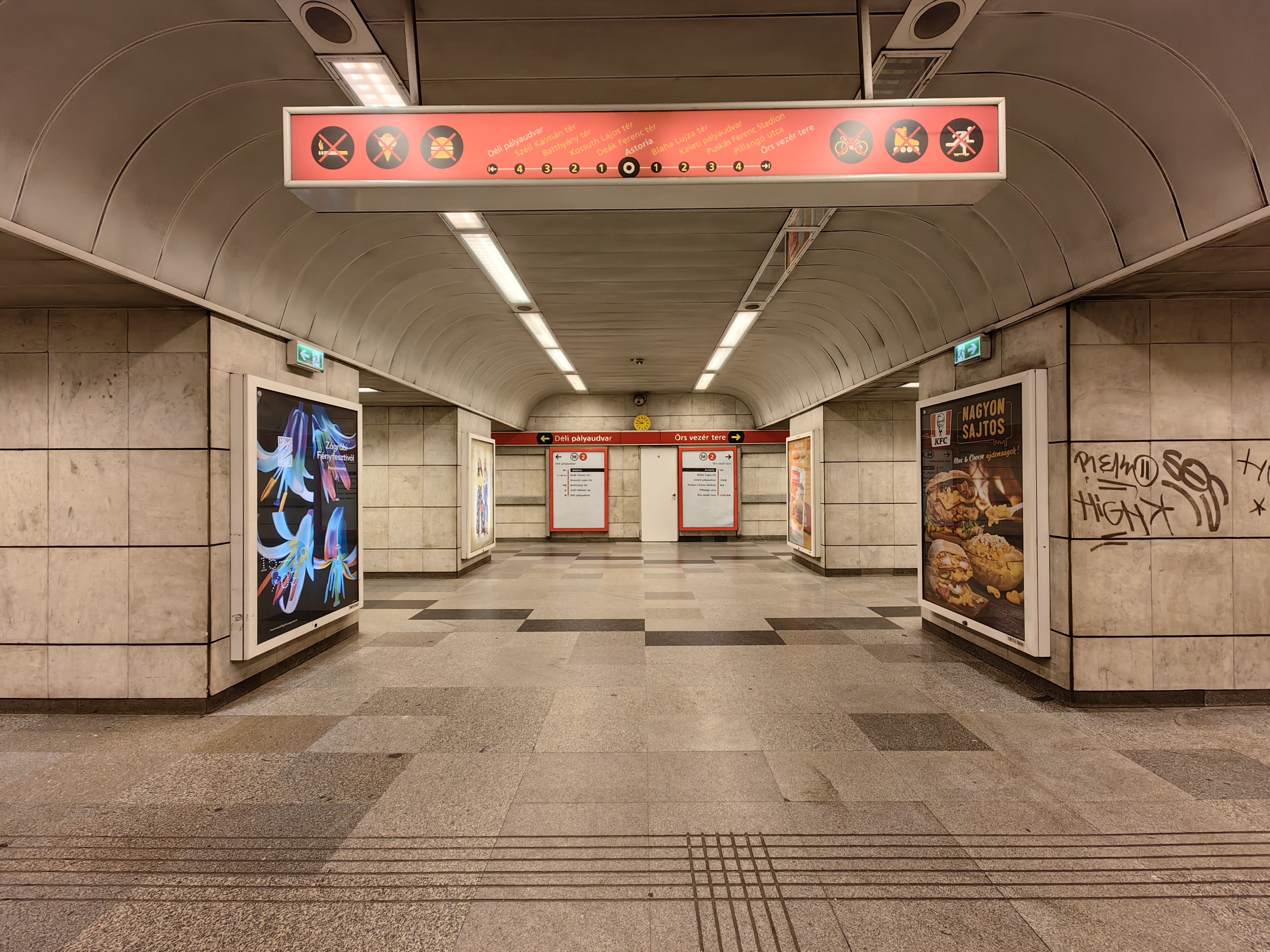
Astoria metróállomás
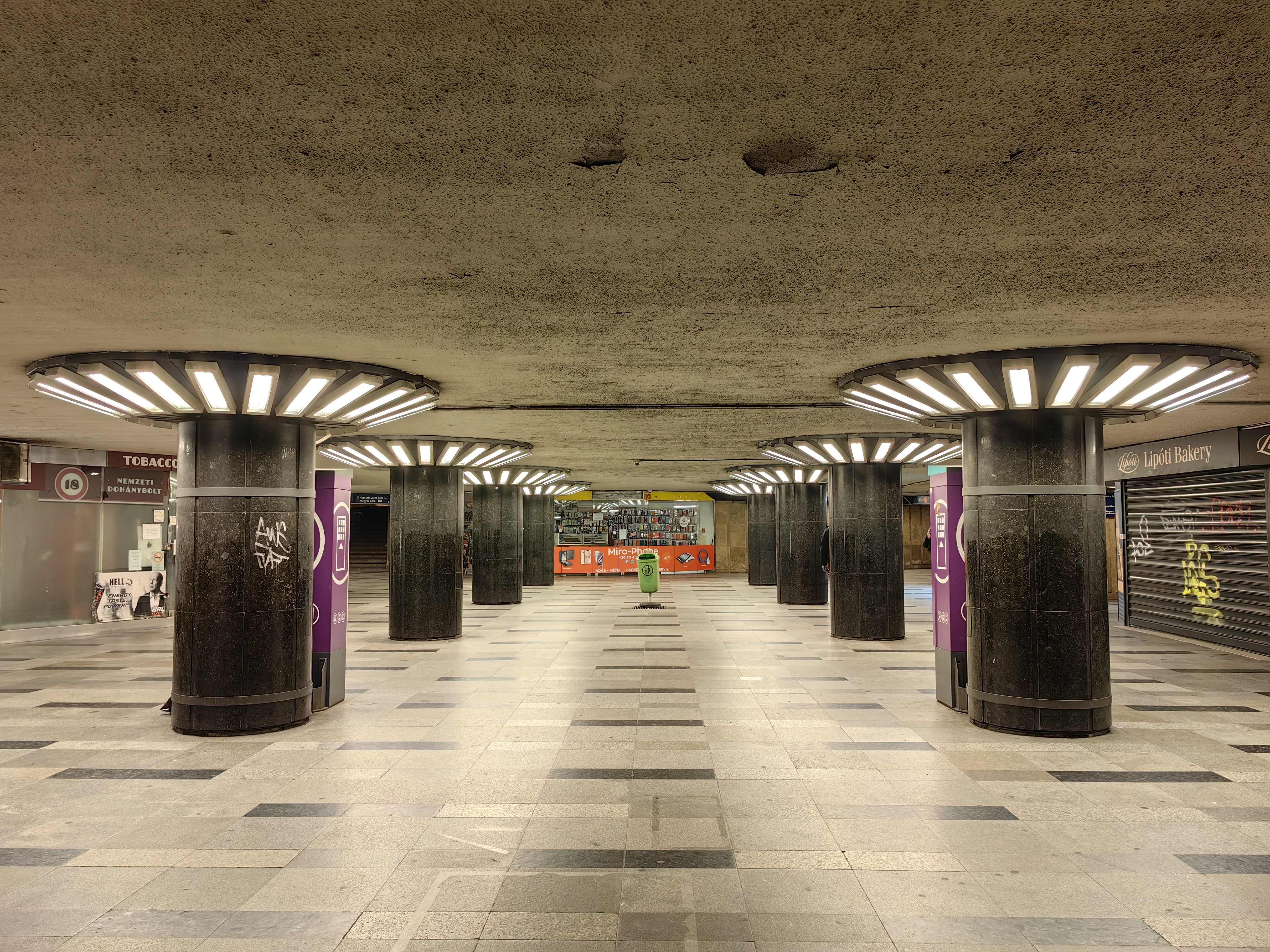
Astoria aluljáró
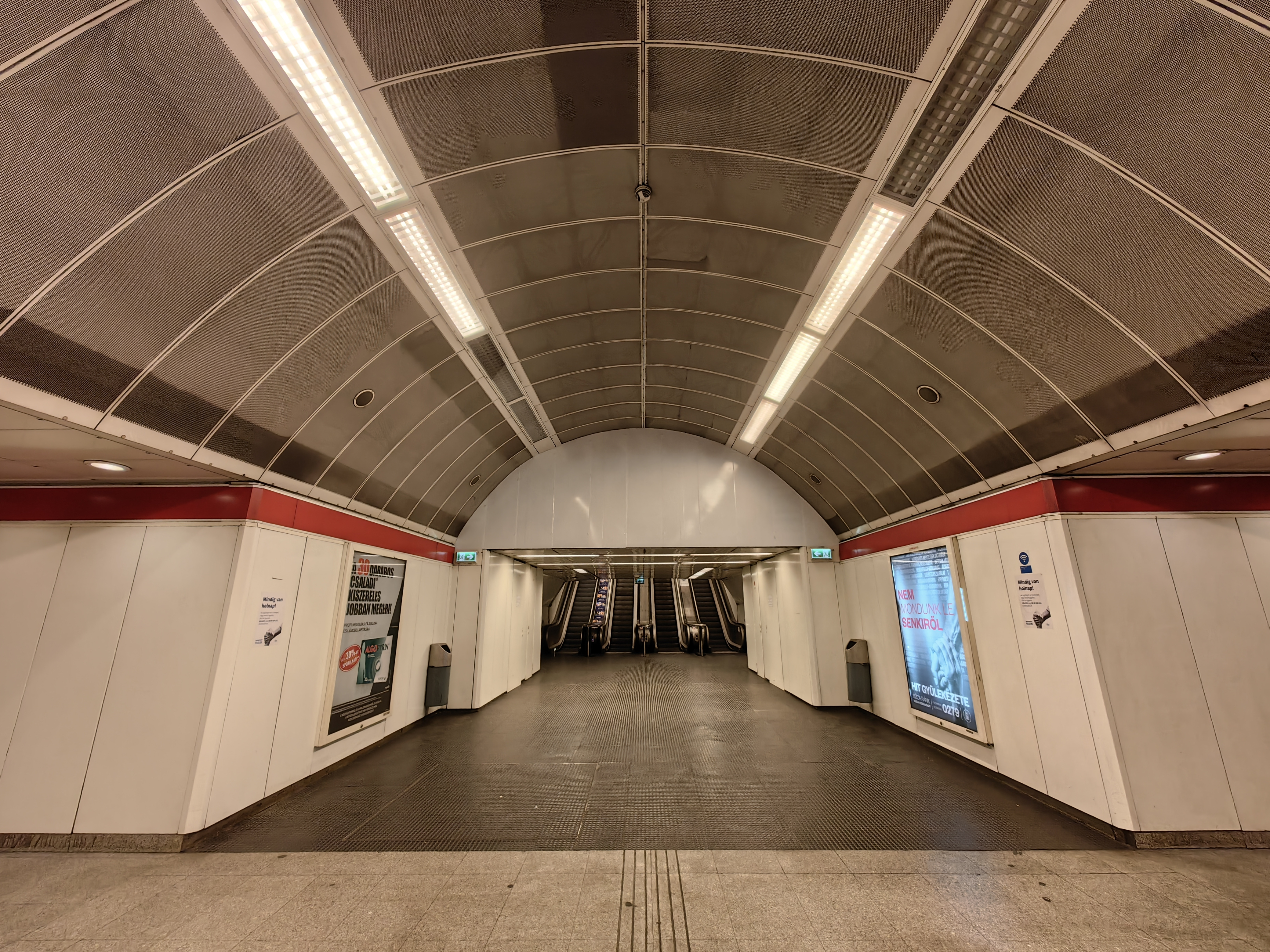
Blaha Lujza tér metróállomás
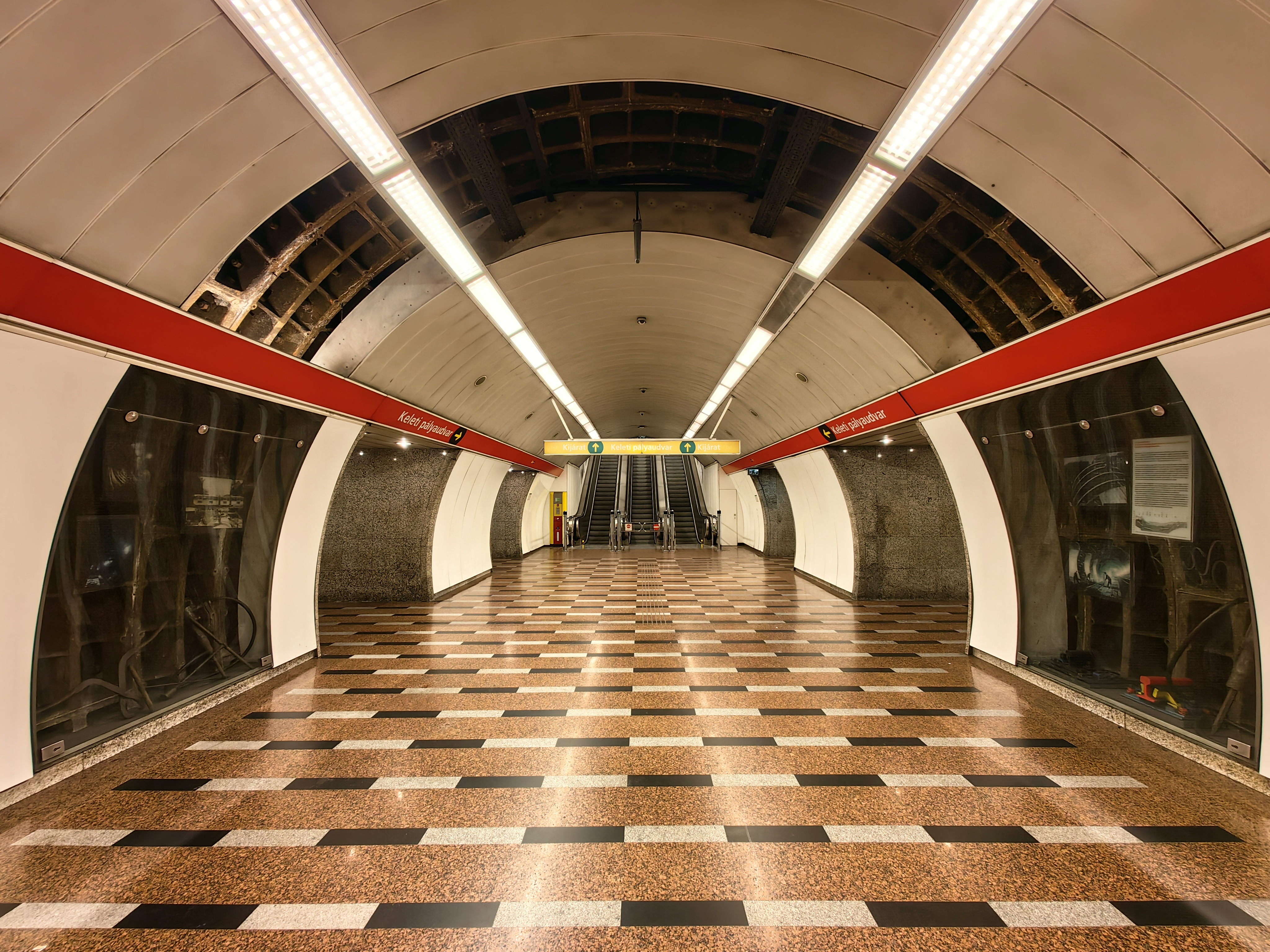
Keleti pályaudvar metróállomás
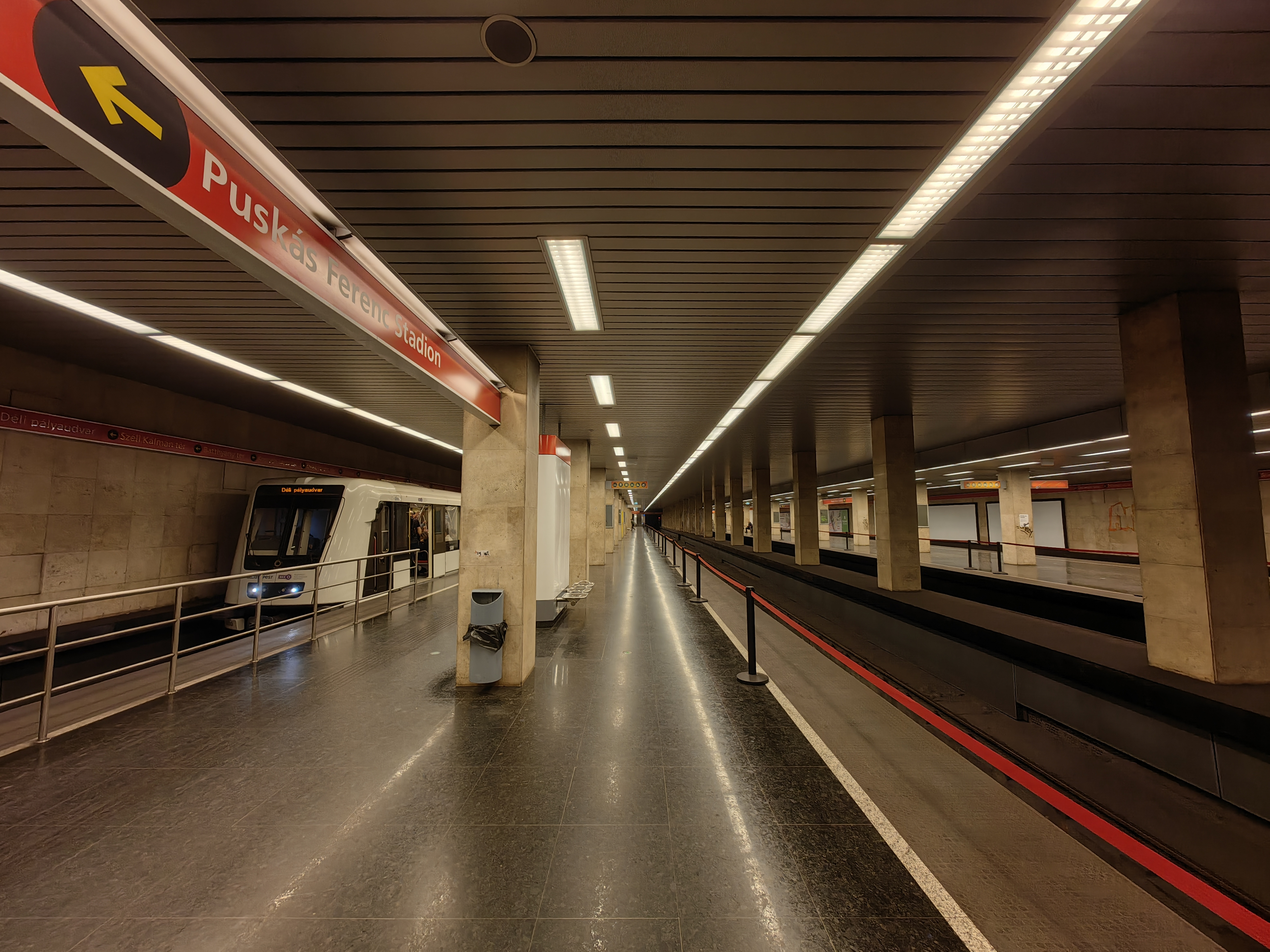
Alstom szerelvény a Puskás Ferenc Stadion állomáson
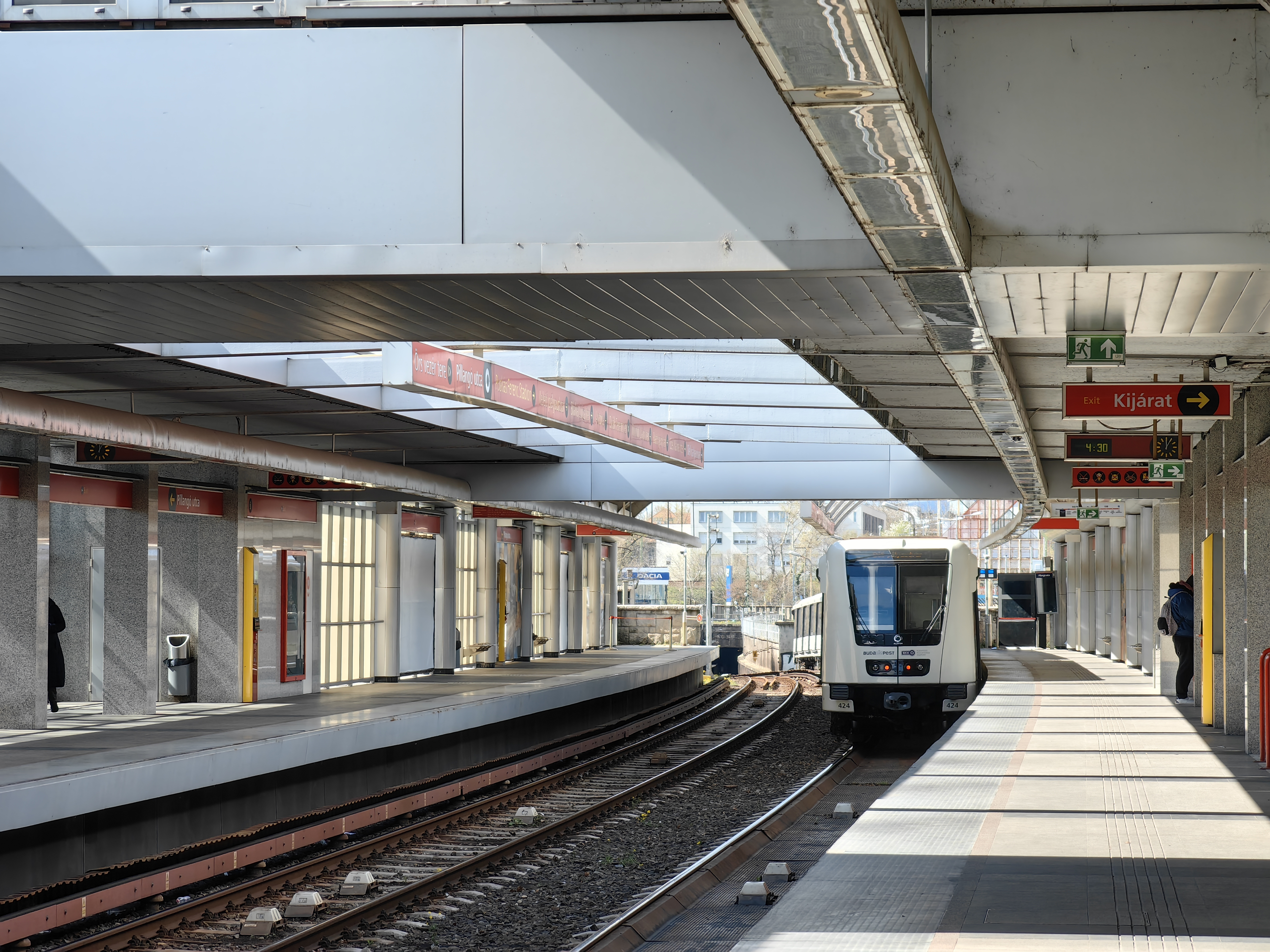
Az M2-es metró kibukkan az alagútból a Pillangó utcánál
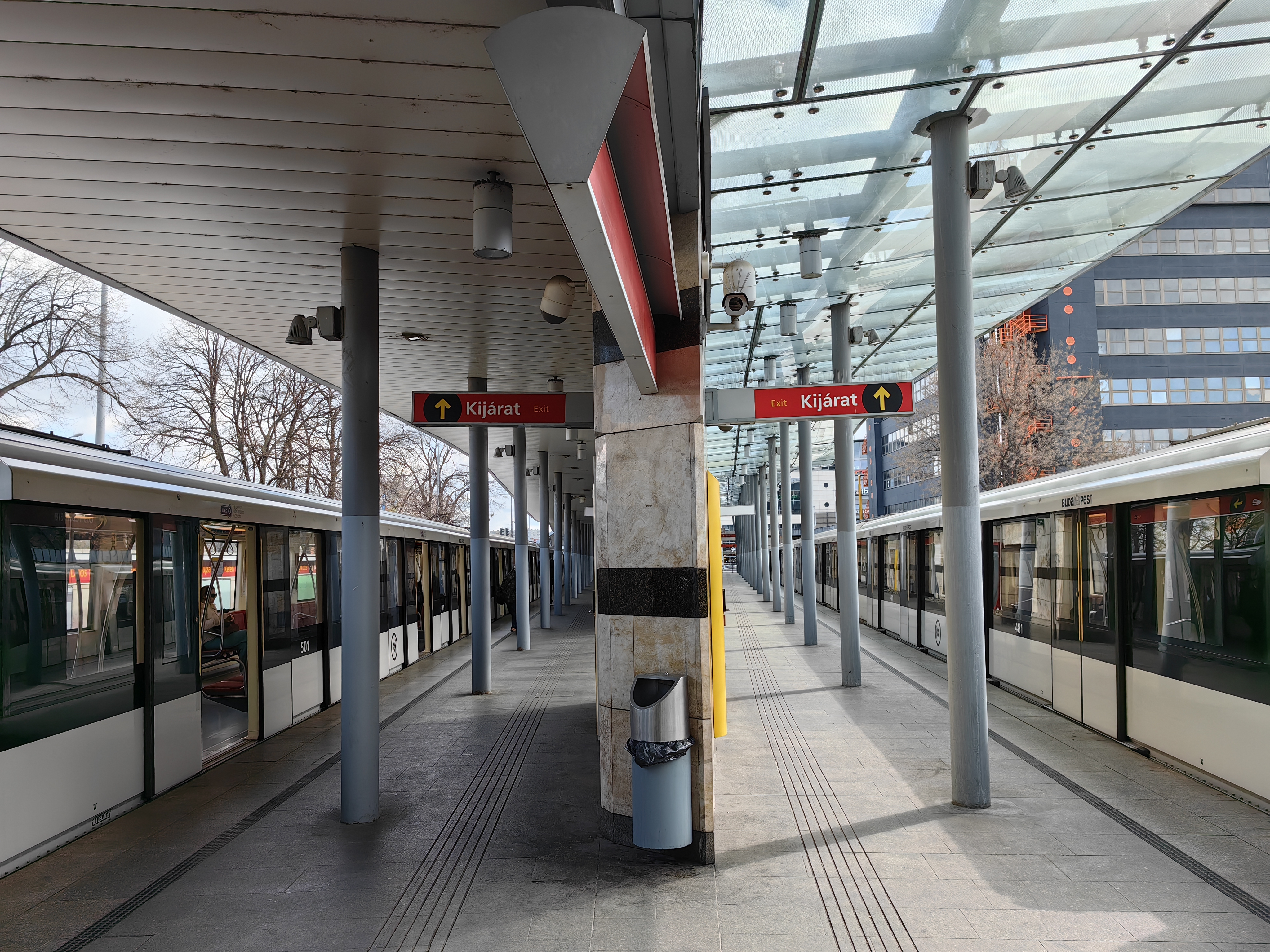
Alstom szerelvények az Örs vezér tere végállomáson

## Balesetek és egyéb
- 1989. február 17-én máig ismeretlen elkövető csőbombát robbantott a metrón, amely akkor a Deák tér és az Astoria csomópont között haladt. A támadásban senki sem sérült vagy halt meg.
- 2016. december 5-én reggel 7 óra körül a Pillangó utcai állomásnál a Déli pályaudvar felé vezető oldalon két vonat utolérte egymást és összekoccant. A balesetben 10 ember megsérült.[36]